# Prionolabis nigrilunae
Prionolabis nigrilunae là một loài ruồi trong họ Limoniidae. Chúng phân bố ở miền Cổ bắc.